# Microtatorchis brachyceras
Microtatorchis brachyceras är en orkidéart som beskrevs av Rudolf Schlechter. Microtatorchis brachyceras ingår i släktet Microtatorchis och familjen orkidéer. Inga underarter finns listade i Catalogue of Life.